# Argyrops bleekeri
Argyrops bleekeri es una especie de peces de la familia Sparidae en el orden de los Perciformes.

## Morfología
Los machos pueden llegar alcanzar los 40 cm de longitud total.

## Distribución geográfica
Se encuentra en las  costas orientales del Océano Índico y del Pacífico occidental (desde el Japón hasta el sureste de Asia)